# 我對我
〈我對我〉（英語：The Player）是臺灣歌手蔡依林的歌曲。該歌曲由黃健洲作詞、倪子岡和王斯禹作曲。該歌曲為網路遊戲《地下城與勇士》十週年主題曲，於2018年6月12日由華納音樂和凌時差音樂以單曲形式發行。

## 背景
2018年5月16日，騰訊遊戲《地下城與勇士》官方網站發布一張疑似蔡依林的黑影照片，並宣告「DNF新團長降臨」。同月20日，當道音樂在Facebook專頁透露蔡依林和倪子岡、王斯禹於錄音室錄製歌曲。2018年6月5日，《地下城和勇士》宣布蔡依林擔任十週年代言人，為該遊戲十年來首位代言人，並邀請她演唱十週年主題曲。

## 創作和錄製
〈我對我〉的歌詞以蔡依林自身經歷為出發點，回顧過去十年，展現她持續超越自我及追求突破的音樂態度。歌曲以電子舞曲為主軸，融合浩室、鼓點、切分音等元素，節奏強烈且層次分明。歌詞展現霸氣氣質，搭配陷阱音樂風格和具辨識度的旋律，以及蔡依林的咬字和唱腔，整體具震撼力。蔡依林對歌詞的詮釋得當，唱法隨主副歌自由轉換，呈現深刻情感層次。

## 發行
2018年6月6日，《地下城與勇士》宣布主題曲〈我對我〉將於騰訊旗下QQ音樂獨家發行，QQ音樂統計該曲發行前已有超過三百萬人預約試聽。

## 音樂影片
2018年6月15日，《地下城與勇士》發布該歌曲的MV，MV由深圳玖作文化傳播有限公司製作。蔡依林在MV中飾演遊戲角色「魔法師」、「暗夜使者」及「女彈藥」三種身份。發布後部分網友認為製作較為粗糙，媒體報導指出該MV屬於廣告影像性質，主要用於遊戲宣傳。

## 現場表演
2018年6月16日，蔡依林參加中國上海舉辦的「DNF十週年派對」，並演唱〈我對我〉。同年11月24日，她出席中國上海舉辦的「DNF嘉年華」，亦演唱該歌曲。

## 曲目
數位下載、串流媒體
1. 〈我對我〉——2:37

串流媒體（QQ音樂）
1. 〈我對我〉——2:37
2. 〈我對我〉（伴奏）——2:40

## 發行歷史
| 地區 | 日期          | 格式              | 經銷商     |
| ---- | ------------- | ----------------- | ---------- |
| 全球 | 2018年6月12日 | 數位下載 串流媒體 | 凌時差音樂 |